# Žampík
Žampík byla česká masozeleninová pomazánka s žampionovou příchutí, která se vyráběla v Hamé Babice na přelomu 20. a 21. století. Pomazánka, někdy označovaná jako paštika, byla na trhu ojedinělá svou chutí i velmi jemným krémem. Žampík byl vhodný pro bezlepkovou dietu.
Složení pomazánky tvořilo vepřové maso, brambory, voda, slepičí vejce, sůl, žampionové aroma a koření.
Žampík byl na trh dodáván jen v plechové konzervě o obsahu 80 g, přičemž její garantovaný obsah byl 75 g. Velkoobchodní balení obsahovalo 12 ks. Kód EAN byl 8594001691166. Minimální trvanlivost pomazánky byla 3 roky.

## Obsah 100 g pomazánky
| Energetická hodnota | 832 kJ |
| Tuky                | 19 g   |
| Bílkoviny           | 8 g    |
| Sacharidy           | 4,7 g  |